# Adrian Tekliński
Adrian Tekliński (* 3. November 1989 in Brzeg) ist ein ehemaliger polnischer Radsportler, der auf  Bahn und Straße aktiv war.

## Sportlicher Werdegang
2006 errang Adrian Tekliński als Junior die Bronzemedaille bei den Bahn-Europameisterschaften in Athen, zwei Jahre später gewann er gemeinsam mit Krzysztof Szymanek und Maciej Bielecki ebenfalls Bronze, bei den Bahn-Europameisterschaften (U23) im Teamsprint. 2010 startete er erstmals bei Bahn-Weltmeisterschaften der Elite; im Sprint belegte er Platz 35 und im 1000-Meter-Zeitfahren Platz 18.
2013 wurde Tekliński dreifacher polnischer Meister auf der Bahn, im Omnium, im Scratch und in der Mannschaftsverfolgung, gemeinsam mit Pawel Brylowski, Mateusz Nowaczek und Adam Stachowiak. Auf der Straße gewann er zudem das Wojciech Paduch Memorial und im Jahr darauf eine Etappe der Bałtyk-Karkonosze Tour. Nachdem er 2015 erneut zwei nationale Titel auf der Bahn gewann, errang er bei den Bahn-Europameisterschaften im schweizerischen Grenchen die Bronzemedaille im Scratch. Im Jahr darauf wurde er Vize-Europameister im Scratch. 2015 gewann er den traditionsreichen Bahnradsportwettbewerb 500+1 Kolo in Brno.
2017 errang Adrian Tekliński bei den Weltmeisterschaften in Hongkong die Goldmedaille im Scratch.

## Doping
2021 wurde bekannt, dass bei Tekliński bei einer Trainingskontrolle Epo im Blut festgestellt wurde. Ihm drohte eine vierjährige Sperre. Allerdings hatte er seine sportliche Laufbahn im Jahr zuvor offiziell schon beendet.

## Erfolge
2006
- Junioren-Europameisterschaft – Teamsprint (mit Konrad Dąbkowski und Pawel Sarnecki)

2008
- Europameisterschaft (U23) – Teamsprint (mit Konrad Dąbkowski und Pawel Sarnecki)

2010
- U23-Europameisterschaft – Teamsprint (mit Grzegorz Drejgier und Grzegorz Drejgier)

2013
- Polnischer Meister – Omnium, Scratch, Mannschaftsverfolgung (mit Pawel Brylowski, Mateusz Nowaczek und Adam Stachowiak)

2014
- eine Etappe Bałtyk-Karkonosze Tour

2015
- Europameisterschaft – Scratch
- Polnischer Meister – Omnium, Scratch

2016
- Europameisterschaft – Scratch
- Polnischer Meister – Omnium, Einerverfolgung

2017
- Weltmeister – Scratch

2018
- Polnischer Meister – Scratch

2019
- Polnischer Meister – Scratch